# Refuge d'oiseaux migrateurs de Saint-Augustin
Le refuge d'oiseaux migrateurs de Saint-Augustin est une aire protégée du Canada et l'un des 28 refuges d'oiseaux migrateurs de la province de Québec. Ce refuge de 49 km2 a pour mission de protéger un site de nidification important pour les oiseaux marins.